# Milovanovići
Milovanovići (cyr. Миловановићи) – wieś w Bośni i Hercegowinie, w Republice Serbskiej, w gminie Šekovići. W 2013 roku liczyła 42 mieszkańców.